# Синт-Трёйден
Синт-Трёйден (нидерл. Sint-Truiden [sɪn ˈtʀœydə], лимб. Sintruin, Sintreen, фр. Saint-Trond [sɛ̃ tʁɔ̃]) — город в Бельгии, в провинции Лимбург, по соседству с Хасселтом и Тонгереном. Население — 38,2 тыс. жителей (2006).

## История
Город носит имя святого Трудона, жившего в этой местности (Хеспенгау) и прозванного «апостолом Хеспенгау». В VII веке он основал на месте города аббатство, куда к его мощам стекались паломники со всей округи. Золотой век обители приходится на XI век и начало XII-го; тогда здесь велось большое строительство. У стен обители возник посёлок ткачей, из которого развился современный город. Здания аббатства по большей части не сохранились.
С XIII по XV века Синт-Трёйден входил в Льежское епископство. После перехода в руки Габсбургов (1477) пришёл в упадок. В 1675 году были разобраны его средневековые укрепления. В XIX веке Синт-Трёйден возродился как рынок для сбыта сельскохозяйственной продукции.
Во время Второй мировой войны на местном аэродроме базировался знаменитый ас Хайнц-Вольфганг Шнауфер, прозванный англичанами «призраком из Сен-Трона» (по французскому названию города).

## Достопримечательности
Наиболее примечательные здания в Синт-Трёйдене — ратуша XVII века с высокой колокольней-беффруа и бегинаж с храмом XIII века. Как и многие другие бельгийские беффруа и бегинажи, они состоят под охраной ЮНЕСКО. Главная церковь в центре города датируется XV веком.

## Спорт
В Синт-Трёйдене базируется профессиональный футбольный клуб высшего дивизиона чемпионата Бельгии «Королевское синт-трёйденское общество футбола» (нидерл. De Koninklijke Sint-Truidense Voetbalvereniging, сокр. Sint-Truidense VV), который в русском языке принято называть «Сент-Трюйден».

## Транспорт
Синт-Трёйден находится в стороне от современных автомагистралей. Через город проходят национальные трассы N3 (Брюссель — Льеж — Аахен) и N80 (Хасселт — Намюр). Имеется железнодорожная станция. К югу от города расположена бывшая военная авиабаза, которую в настоящее время переоборудуют в гражданский «Лимбургский региональный аэропорт».